# جیانینی
جیانینی (انگلیسی: Giannini) شرکت تجهیزات موسیقی برزیلی است، که در سال ۱۹۰۰ توسط ترانکیلو جانینی تأسیس شد.